# Bahnhof Sæby
Der ehemalige Bahnhof Sæby lag in der dänischen Stadt Sæby und war ein Bahnhof der Fjerritslev–Frederikshavn Jernbane (FFJ).

## Geschichte
Der Bahnhof Sæby wurde am 18. September 1899 an der Bahnstrecke Fjerritslev–Frederikshavn (Sæbybanen) der Fjerritslev–Frederikshavn Jernbane (FFJ) zwischen Nørresundby und Frederikshavn eröffnet. Der Bahnhof war Ausgangspunkt einer Hafenbahn und besaß ein Restaurant. Das vom Architekten Thomas Arboe projektierte Bahnhofsgebäude war ein zweistöckiger roter Backsteinbau.
1962 wurde der Bahnhof zum Endpunkt der Sæbybane, als der Abschnitt zwischen Sæby und Frederikshavn stillgelegt wurde. Am 31. März 1968 wurde der Bahnhof vollständig geschlossen, als der verbliebene Teil der Sæbybane zwischen Nørresundby und Sæby eingestellt wurde.
Das Bahnhofsgebäude wurde inzwischen abgerissen, ein Lager der ehemaligen „Det danske gødnings-kompagni“ blieb teilweise erhalten. Das Zollkammergebäude aus dieser Zeit ist ebenso erhalten und wird als Busbahnhof und Wohngebäude genutzt.